# Лясковец (город)
Лясковец (болг. Лясковец) — город в Болгарии, административный центр одноимённой общины Лясковец.
Находится в Великотырновской области, неподалёку от города Горна-Оряховица (2 км к юго-востоку), в 10 км к северо-востоку от административного центра области — города Велико-Тырново и в 5 км южнее реки Янтры.
Население составляет 7808 человек (2022).
Высота над уровнем моря: от 192 до 256 м. Климат умеренно континентальный, характеризующийся жарким летом и холодной зимой. Сравнительно низкая среднегодовая температура (11,5ºС) и высокая годовая амплитуда (25,2ºС).

## История
Название населённого пункта происходит от болг. леска — лещина, а первоначальное название — Лясковица. Город Лясковец — c 1880 года.
В 1913 году город пережил землетрясение: 7 человек погибло, 30 получили ранения.
В 1928 году город был электрифицирован.

## Промышленность
Оружейный завод компании "Аркус".

## Транспорт
Ближайшая железнодорожная станция и международный аэропорт расположены в находящейся в 2 км Горна-Оряховице.

## Политическая ситуация
Кмет (мэр) общины Лясковец — Ивелина Хараламбиева Гецова (коалиция в составе 4 партий: Граждане за европейское развитие Болгарии (ГЕРБ), Демократы за сильную Болгарию (ДСБ), Земледельческий народный союз (ЗНС), Союз свободной демократии (ССД)) по результатам выборов в правление общины.

## Галерея

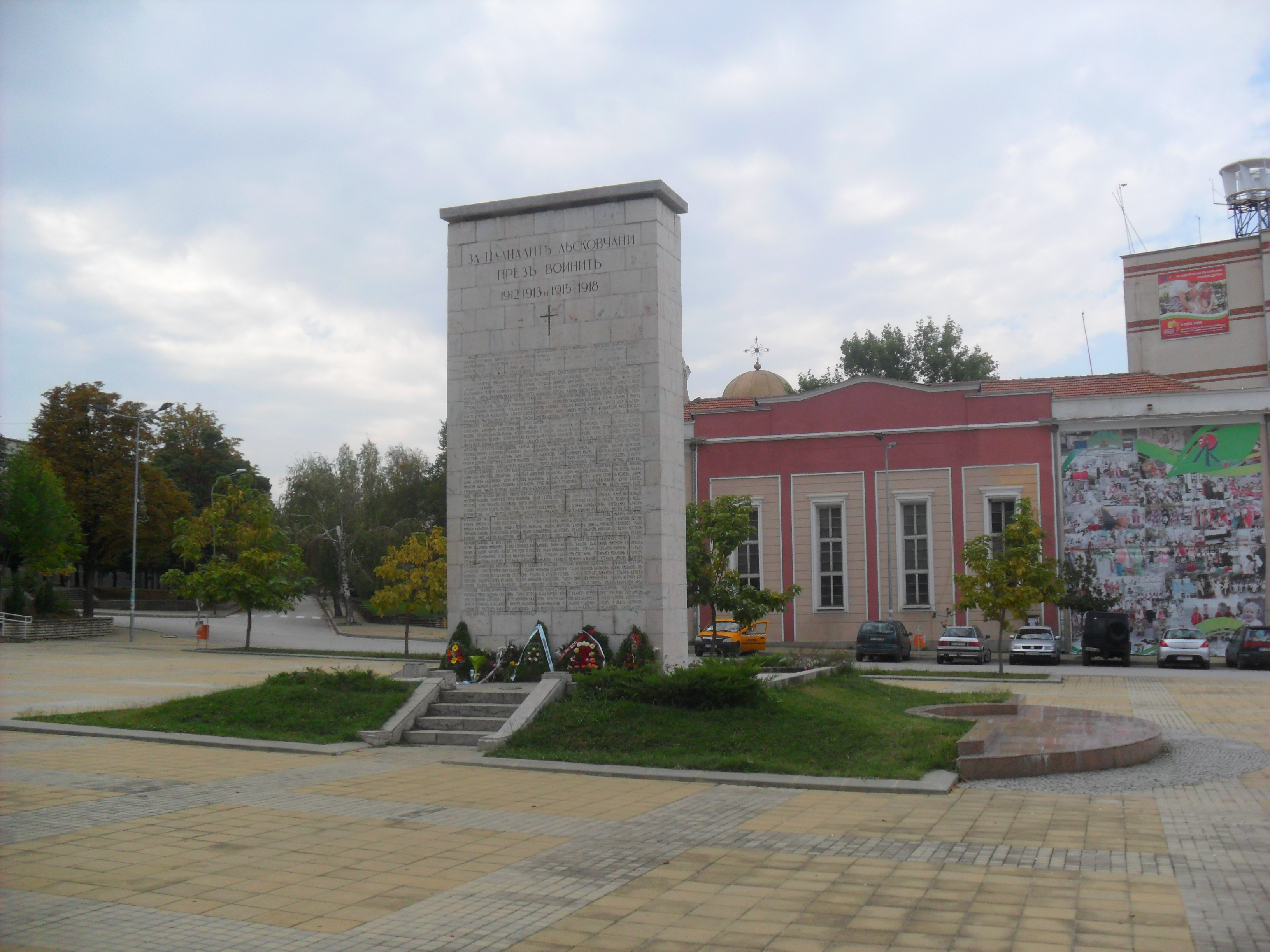
Памятник Мемориал
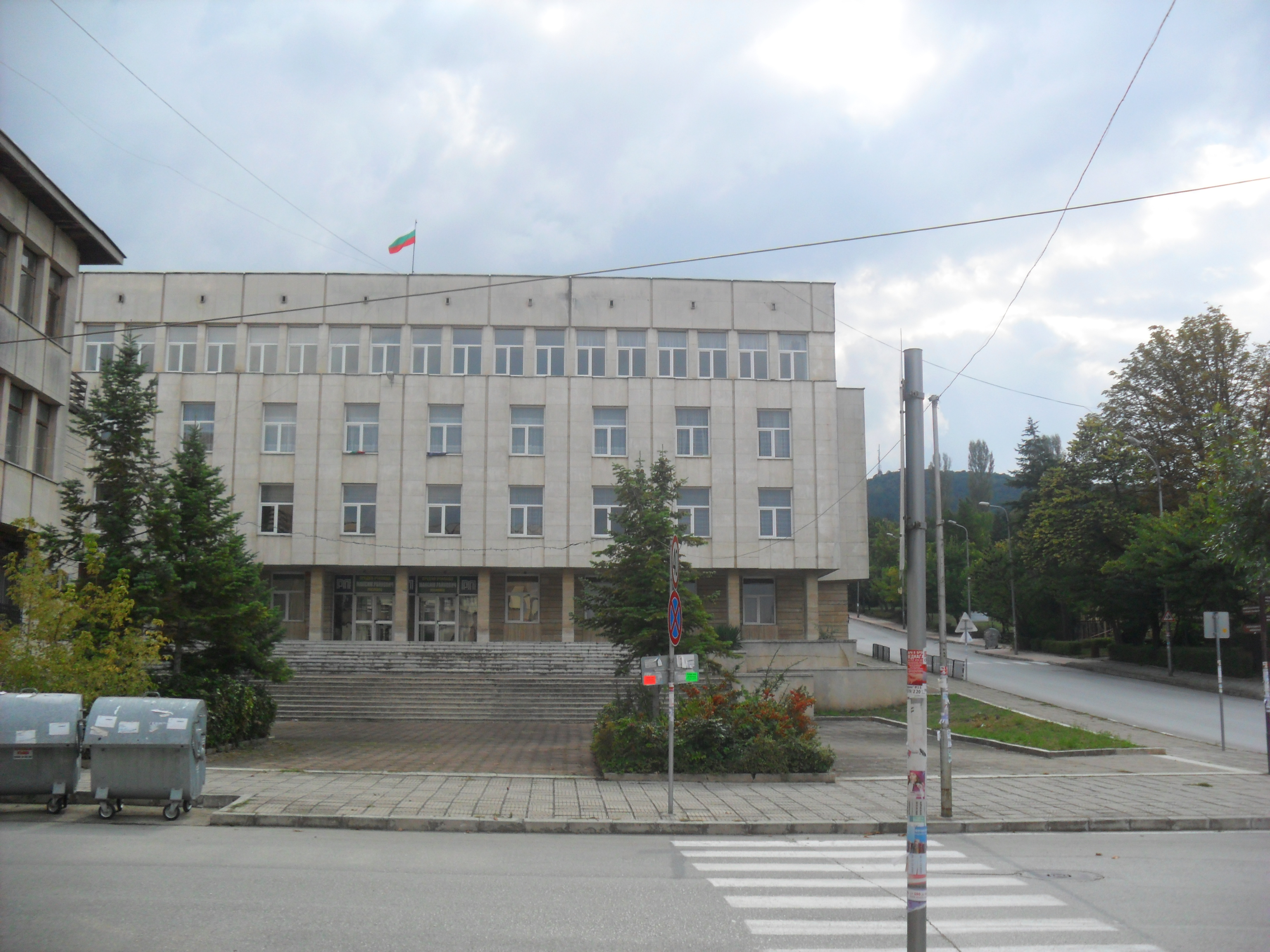
Школе
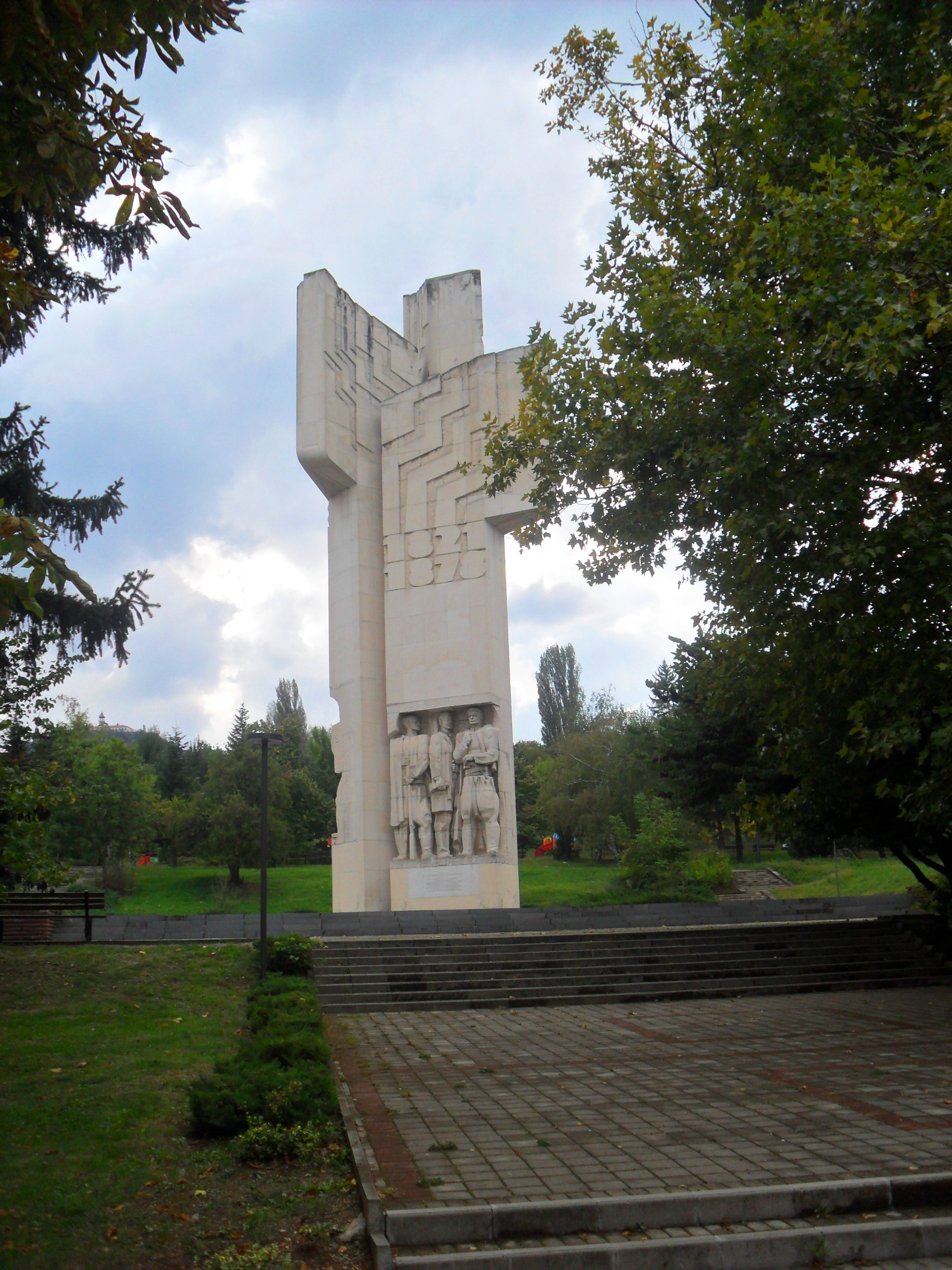